# نصف‌النهار ۱۵۳ درجه غربی
نصف‌النهار ۱۵۳ درجه غربی ۱۵۳مین نصف‌النهار غربی از گرینویچ است که از لحاظ زمانی 10ساعت و 12دقیقه با گرینویچ اختلاف زمانی دارد.
این نصف‌النهار از قطب شمال شروع و از مناطق زیر گذشته و به قطب جنوب ختم می‌شود.
- اقیانوس آرام
- آلاسکا( ایالات متحده آمریکا)